# Буранчі
Буранчі́ (рос. Буранчи) — село у складі Біляєвського району Оренбурзької області, Росія.

## Населення
Населення — 411 осіб (2010; 496 у 2002).
Національний склад (станом на 2002 рік):
- казахи — 87 %